# Afte
Die Afte (im Ober- und Mittellauf auch Wiele genannt) ist ein 24,4 km langer, orografisch rechtsseitiger bzw. östlicher Zufluss der Alme im  nordrhein-westfälischen Kreis Paderborn.

## Name
Der Erstbeleg von 1306 lautet inter fluvium Affatam. Es liegt die germanische Grundform *Afs-to zu Grunde, eine Ableitung zu germ. *afs- 'Wasser, kleiner Bach'.

## Geographie

### Verlauf

#### Quelle
Die Afte entspringt im Ostteil von Westfalen an der Nahtstelle von der Paderborner Hochfläche im Norden und Sintfeld im Süden. Ihre Quelle liegt etwa 3 km südöstlich der Ortschaft Helmern (zu Bad Wünnenberg) unweit der A 44. Sie befindet sich (laut Deutscher Grundkarte) direkt nördlich der „Dalheimer Straße“ (Kreisstraße „K 20“) neben der auf 364,8 m ü. NHN befindlichen Straßenkreuzung am Zufahrtsweg zum rund 450 m südlich gelegenen „Eggenhof“.

#### Oberlauf
Von ihrem Ursprung fließt die Afte in ihrem Oberlauf als oftmals trocken liegender Straßen- bzw. Feldweggraben in überwiegend südwestlicher Richtung zum und durch den „Gollentaler Grund“, in dem sich das Hochwasserrückhaltebecken Gollentaler Grund befindet, und danach durch den „Ringelsgrund“, nach dem die von Südosten kommende Karpke einmündet.

#### Mittellauf
Anschließend verläuft die Afte westwärts durch Bad Wünnenberg. Nördlich der Innenstadt fließt sie mit einem von ihr abzweigenden Mühlengraben an der ehemaligen Funkemühle vorbei. Nach dem Kreuzen der B 480 mündet bei der ehemaligen Franzmühle, die an der „Sammelwiese“ steht, der aus hauptsächlich südlicher Richtung kommende Aabach und westlich der „Unterstadt“ die von Süden kommende Golmeke ein.

#### Unterlauf
Bis zur eben genannten Einmündung des Aabachs wird die Afte auch „Wiele“ genannt, wobei der so benannte Flussabschnitt neben vorgenannter Karpke auch als Quellbach der Afte angesehen wird.
Die Afte fließt ab Bad Wünnenberg innerhalb des Sintfelds in überwiegend westnordwestlicher Richtung. Nach Abzweigen eines weiteren Mühlengrabens, der zu einer ehemaligen Sägemühle führt, passiert sie eine Kläranlage und durchfließt etwas später Leiberg (zu Bad Wünnenberg), in dem ihr die von Norden heranfließende Olweke und wenig später der von Süden kommende Faulegrundsbach zufließt. Etwas unterhalb Leibergs mündet von Süden der Söhlbach ein.
Allmählich wendet sich die Afte in Richtung Nordwesten, um direkt südwestlich vorbei an Hegensdorf (zu Büren) zu fließen. Beim anschließenden Keddinghausen (zu Hegensdorf) befindet sich das Hochwasserrückhaltebecken Keddinghausen, das nach dem Hochwasser 1965 angelegt wurde. In ihrem Verlauf bis zur südlichen Stadtgrenze von Büren verläuft die Afte – insbesondere abgesehen von Begradigungen im Oberlauf – weitestgehend in ihrem natürlichen Flussbett und mäandriert durch ihr kleines Tal. Anschließend durchfließt die Afte den Kernort von Büren, in dem ihr Lauf begradigt und tiefergelegt wurde.

#### Mündung
Kurz hinter der Bürener Innenstadt, welche die Afte östlich passiert, mündet die Afte in den aus südwestlicher Richtung heranfließenden Lippe-Zufluss Alme.

### Zuflüsse
Dies sind die größten Zuflüsse der Afte in der Reihenfolge von der Quelle bis zur Mündung (genannt ist jeweils deren Länge in Kilometer, orografische Lage, Mündungsort und Mündungshöhe in Meter über Normalnull):
- Karpke (11 km), linker Zufluss vor Bad Wünnenberg (ca. 470 m)
- Aabach (14,276 km), linker Zufluss in Bad Wünnenberg (ca. 460 m)
- Golmeke (2,8 km), linker Zufluss in Bad Wünnenberg (265 m)
- Olweke (1,2 km), rechter Zufluss in Leiberg (256 m)
- Faulegrundsbach (3,2 km), linker Zufluss in Leiberg auf (250 m)
- Söhlbach (2,7 km), linker Zufluss oberhalb Hegensdorfs (247 m)